# Мак приазовський
Мак приазовський, або азовський (Papaver maeoticum) — однорічна трав'яниста рослина роду мак (Papaver).

## Ботанічний опис
Стебло 10–40 см заввишки.
Прикореневі листки неглибоко надрізані, майже цільні, стеблові — від перистороздільних до розсічених. Цвіте у травні-червні.
Плід — коробочка. Насіння — 0,6–0,7 мм.

## Поширення в Україні
Вид поширений у Криму та у степу. Росте на приморських пісках.